# Родіонівка
Родіо́нівка — село в Україні, у Свеській селищній громаді Шосткинського району Сумської області. Населення становить 24 осіб. До 2020 орган місцевого самоврядування — Марчихинобудська сільська рада.
Після ліквідації Ямпільського району 19 липня 2020 року село увійшло до Шосткинського району.

## Географія
Село Родіонівка знаходиться на лівому березі річки Івотка, вище за течією на відстані 2 км розташоване село Ломленка. Село оточене великим лісовим масивом (сосна, береза). Поруч із селом проходить кордон з Росією.

## Історія
Родіонівка - старовинне слов’янське поселення, історія якого сягає VIII-XIII ст. Колись тут було підсобне господарство Свеського насосного заводу, тракторний парк та ферма.

## Персоналії
В поселенні народився:
- Туманський Федір Осипович (1757(?)—1810) — письменник і перекладач.